# A City Called Dragon
Pour plus de détails, voir Fiche technique et Distribution.
A City Called Dragon, (龍城十日, Long cheng shi ri, « Dix jours dans la cité du dragon ») est un film taiwanais réalisé par Tu Chung-hsun (sous le nom de Larry C. H. Tu) et sorti en 1970.
Il remporte un prix au festival du Golden Horse en 1971 (meilleur espoir féminin, attribué à mademoiselle Hsu).
Le réalisateur est un assistant de King Hu, dont l'influence stylistique est perceptible.

## Synopsis
Alors que les Jin ont détrôné la dynastie incompétente des Song et administrent le nord de la Chine, la rébellion s'organise sur le mont Tai. Une émissaire de cette dernière est envoyée dans la ville nommée Dragon éponyme afin de récupérer un mémoire secret détaillant les plans des rebelles. La jeune fille, une experte en arts martiaux à la beauté exotique et au regard glacé, ne tarde pas à se livrer à des activités répréhensibles.

## Fiche technique
- Titre : A City Called Dragon (sortie Blu-ray en 2024)
- Titre original : 龍城十日 (Long cheng shi ri) - A City Called Dragon
- Titre anglais alternatif, selon Imdb : Dragon City ou Ten Days in Dragon City
- Réalisation : Tu Chung-hsun (sous le nom de Larry C. H. Tu[1])
- Scénario : Tu Chung-hsun et Hu Han[1]
- Photographie : Ed Y. S. Chow
- Société de production : Union Film
- Pays d'origine : Taïwan
- Langue originale : mandarin
- Format : couleurs - Intiscope [6] - mono - 35 mm
- Genre : Action, aventure, historique et thriller
- Durée : 90 min
- Date de sortie : 20 novembre 1970

## Distribution
- Hsu Feng : Shang Yan-zhi, une jeune rebelle taciturne au regard glacé
- Shih Chun : le gouverneur de la ville nommée Dragon
- Lu Shih : un vendeur de raviolis
- Hsieh Han : un responsable des forces de l'ordre
- Cheng Hwei-Lou : monsieur Wuo, un expert en arts martiaux